# Kelseya uniflora
Kelseya uniflora (S. Watson) Rydberg – gatunek reprezentujący monotypowy rodzaj roślin – Kelseya z rodziny różowatych. Występuje w północno-zachodniej części Stanów Zjednoczonych, w stanach: Idaho, Montana i Wyoming. Rośnie w szczelinach skał wapiennych w górach na rzędnych od 1800 do 3500 m n.p.m. Kwitnie od kwietnia do sierpnia.
Roślina bywa uprawiana w ogrodach skalnych, aczkolwiek jest wymagająca.
Nazwa rodzaju upamiętnia Francisa Duncana Kelsey'a (1849–1905), botanika z Montany.

## Morfologia
PokrójKrzew o pokroju poduszkowym – gęsto rozkrzewiony i ścielący się, tworzący maty o wysokości do 10 cm i średnicy 60 cm. Pędy nagie, o krótkich międzywęźlach ścielą się, podnoszą i wznoszą, pokryte są korą brązową, z wiekiem szarzejącą. Odgałęzienia mają postać krótkopędów, długopędy są rzadko obecne.
LiścieZimozielone, skrętoległe, ciasno skupione, siedzące, o blaszce niepodzielonej, skórzastej, lancetowatej do łopatkowato-jajowatej, o długości do 0,4 cm, całobrzegie, owłosione, jasnozielone do szarozielonych.
KwiatyPojedyncze, siedzące, bez listków podkwiatowych i kieliszka. Hypancjum półkuliste, o średnicy 1–2 mm, owłosione. Działek kielicha 5, lancetowatych, wzniesionych lub lekko odgiętych. Płatków korony jest 5, jasnoróżowych i często nieco purpurowo nabiegłych, eliptycznych. Pręcików jest 7–12 i są one nieco dłuższe od płatków. Owocolistki wolne, w liczbie 3 lub 4, rzadziej 5, owłosione wzdłuż szwu doosiowego, poza tym nagie. Szyjka słupka boczna.
OwoceMieszki w liczbie 3–5 skupione w trwałym hypancjum i otoczone trwałymi działkami. Owoce mają elipsoidalny kształt i długość do 3 mm. Zawierają po 1–2 nasiona.

## Systematyka
Gatunek i rodzaj klasyfikowany jest w obrębie rodziny różowatych Rosaceae do podrodziny Amygdaloideae Arnott i plemienia Spiraeeae Candolle. 